# Traves (Torino)
Traves (piemonti nyelven és frankoprovanszálul Tràves) egy olasz község a Piemont régióban, Torino megyében.

## Földrajz
A Lanzo-völgyben található, átfolyik rajta a Stura di Lanzo és  Rio d'Ordagno. A vele szomszédos települések: Germagnano, Mezzenile, Pessinetto és Viù.

Traves község Torino megye térképén